# جانيت وينغ
جانيت وينغ (بالإنجليزية: Jeannette Wing) هي أستاذة جامعية وعَالِمَة حاسوب ومهندسة أمريكية، ولدت في 1956.

## وصلات خارجية
- الموقع الرسمي